# Gens Balventia
La gens Balventia fue una familia romana de finales de la República. Se conoce principalmente por un solo individuo, Tito Balvencio, un primus pilus al mando de Quinto Titurio Sabino en Galia. Fue gravemente herido en el ataque de Ambiórix en el 54 a. C.